# Abraham Guié Guié
Abraham Guié Gneki oder auch Abraham Guié Guié (* 25. Juli 1986 in San-Pédro) ist ein ivorischer Fußballspieler, der aktuell beim FC Val de Reuil in der Régional 1 spielt.

## Karriere

### Verein
Guié begann seine fußballerische Karriere beim SC Gagnoa in der Elfenbeinküste. Im Sommer 2006 wechselte er nach Südafrika zum Erstligisten Jomo Cosmos. Dort debütierte er am 10. März 2007 (24. Spieltag) nach Einwechslung bei einem 2:1-Sieg über Maritzburg United für die Profimannschaft. Bis Mitte April 2007 kam er in Südafrika auf drei Einsätze für das Team.
Im Sommer desselben Jahres wechselte er nach Ungarn zu Honvéd Budapest. Hier kam er am 14. April 2007 (24. Spieltag) bei einem 1:1-Unentschieden gegen den FC Sopron zu seinem Ligadebüt, als er direkt seine erste Vorlage lieferte. Eine Woche später schoss er gegen den Fehérvár FC bei einem erneuten 1:1-Unentschieden sein erstes Tor in der Nemzeti Bajnokság. Im Rest der Spielzeit 2006/07 kam er auf fünf Einsätze in Ungarn, wobei er zwei Tore schoss und zwei weitere Treffer vorlegte. Zudem wurde er mit einem Einsatz im Finalrückspiel mit seinem neuen Team ungarischer Pokalsieger. Durch den siebten Platz in der Liga spielte man in der Qualifikation um die Teilnahme am UEFA-Pokal 2007/08 mit, wo Guié in der ersten Runde bei seinem internationalen Debüt gegen den FC Nistru Otaci in Hin- und Rückspiel traf und seiner Mannschaft somit in die zweite Runde verhalf. In der gesamten Saison 2007/08 spielte er 29 Ligapartien und traf neunmal. Die Saison darauf nahm er mit Honvéd am UI-Cup 2008 teil, wo er in fünf Spielen zweimal traf. In der Liga traf er 2008/09 viermal in 17 Einsätzen und im Pokal viermal in acht Spielen, wobei er maßgeblich zum Pokalsieg seines Vereins beitrug. In der Saison 2009/10 spielte Guié wettbewerbsübergreifend 35 Mal, traf neunmal und legte vier Treffer vor.
Im Sommer 2010 unterschrieb er beim französischen Zweitligisten Tours FC. Bei seinem Ligadebüt in Frankreich schoss er hier beim CS Sedan am ersten Spieltag direkt seinen ersten Karrierehattrick. Zwei Spieltage später konnte er dies gegen Clermont Foot bei einem 3:2-Sieg wiederholen. Insgesamt schoss er in der Spielzeit 2020/11 13 Tore in 32 Ligue-2-Auftritten und legte zudem fünf Tore auf.
Am Ende der Sommertransferphase 2011 wechselte Guié für anderthalb Millionen Euro in die Ligue 1 zum OGC Nizza. Am fünften Spieltag debütierte er hier in der höchsten französischen Spielklasse bei einer 0:1-Niederlage gegen den HSC Montpellier nach später Einwechslung. Erst am sechsten Spieltag schoss er gegen Girondins Bordeaux bei einem 2:1-Auswärtssieg sein erstes Ligue-1-Tor, als er in dem Spiel Anfang der ersten Halbzeit für den verletzten Éric Mouloungui eingewechselt wurde. Bei Nizza konnte er sich nicht durchsetzen und schoss in 21 von 34 möglichen Ligaeinsätzen lediglich ein Tor. Daraufhin wurde er nach drei weiteren Einsätzen zu Beginn der Saison 2012/13 in die Schweiz an den Erstligisten FC Lausanne-Sport ausgeliehen. Hier war er jedoch oft verletzt und konnte in lediglich zehn Saisonspielen ein Tor schießen.
Nach einem Probetraining bei Stade Laval wurde er für die Saison 2013/14 jedoch an den zyprischen Erstligisten Apollon Limassol verliehen. In 19 Ligaspielen traf er hier neunmal und einmal in zwei Europa-League-Spielen, wobei er zudem zwei Tore vorlegte. Nach der erneuten Rückkehr nach Frankreich wechselte Guié fest zu Apollon Limassol, welche 400 Tausend Euro Ablöse an Nizza zahlten. 2014/15 kam er auf Zypern zu 21 Ligaeinsätzen und vier Europa-League-Partien, wobei er insgesamt zehnmal traf. In der Spielzeit 2015/16 kam er in allen Wettbewerben 30 Mal zum Zug, schoss sechs Tore und wurde mit der Mannschaft zyprischer Pokalsieger. 2016/17 war Guié gegen Ende der Saison verletzt und spielte so nur 18 Partien, in denen er acht Tore schoss und vier Tore vorbereitete. Außerdem gewann er mit Apollon erneut den Pokal und den Supercup aufgrund des Pokalsieges im Vorjahr.
Nach Auslaufen seines Vertrags bei Apollon schloss er sich im Sommer 2017 dem französischen Zweitligisten US Orléans an. Hier kam er noch zweimal zum Einsatz, traf einmal und entschloss sich Mitte Oktober 2017 seine aktive Karriere als Fußballspieler zu beenden. Grund dafür sei ein Herzfehler gewesen.
Im Sommer 2021 unterschrieb Guié beim französischen Siebtligisten FC Val de Reuil. Dort schaffte er nach seiner ersten Saison den Aufstieg in die sechste Liga, die Régional 1. Hier spielte er 2021/22 einmal im Pokal, über die Ligadaten ist nichts bekannt.

### Nationalmannschaft
Guié wurde in den Kader der olympischen Spiele 2008 berufen, wo er für die Olympiamannschaft der Elfenbeinküste spielte. Mit dem Team kam er bis ins Achtelfinale und stand am Ende des Turniers bei zwei Kurzeinsätzen.
Am 4. September 2010 wurde er bei einem 3:0-Sieg über Ruanda in der Qualifikation zum Afrika-Cup 2012 eingewechselt und debütierte somit in der ivorischen A-Nationalmannschaft. Wenige Tage später kam er gegen Burundi zu einem weiteren einzigen Einsatz im Nationaltrikot.

## Erfolge
Honvéd Budapest
- Ungarischer Pokalsieger: 2007, 2009

Apollon Limassol
- Zyprischer Pokalsieger: 2016, 2017
- Zyprischer Supercup-Sieger: 2016

FC Val de Reuil
- Aufstieg in die Régional 1: 2022